# Campionati del mondo di atletica leggera 2013 - 1500 metri piani femminili
La gara dei 1500 metri piani femminili si è svolta tra domenica 11 agosto e giovedì 15 agosto 2013.

## Podio
| Pos.    | Atleta               | Nazionalità | Tempo   |
| ------- | -------------------- | ----------- | ------- |
| Oro     | Abeba Aregawi        | Svezia      | 4'02"67 |
| Argento | Jennifer Simpson     | Stati Uniti | 4'02"99 |
| Bronzo  | Hellen Onsando Obiri | Kenya       | 4'03"86 |

## Situazione pre-gara

### Record
Prima di questa competizione, il record del mondo (WR) e il record dei campionati (CR) erano i seguenti.
| Record                | Prestazione | Atleta                   | Data                            | Competizione              |
| --------------------- | ----------- | ------------------------ | ------------------------------- | ------------------------- |
| Record mondiale       | 3'50"46     | Qu Yunxia Cina           | 11 settembre 1993 Pechino, Cina |                           |
| Record dei campionati | 3'58"52     | Tatyana Tomashova Russia | 31 agosto 2003 Parigi, Francia  | Campionati del mondo 2003 |

### Campioni in carica
I campioni in carica, a livello mondiale e continentale, erano:
| Campione | Atleta                       | Prestazione | Data                                   | Competizione               |
| -------- | ---------------------------- | ----------- | -------------------------------------- | -------------------------- |
| Olimpico | Asli Çakir Alptekin Turchia  | 4'10"23     | 10 agosto 2012 Londra, Regno Unito     | Giochi della XXX Olimpiade |
| Mondiale | Jennifer Simpson Stati Uniti | 4'05"04     | 1º settembre 2011 Taegu, Corea del Sud | Campionati del mondo 2011  |
| Europeo  | Asli Çakir Alptekin Turchia  | 4'05"31     | 1º luglio 2012 Helsinki, Finlandia     | Campionati europei 2012    |

### La stagione
Prima di questa gara, gli atleti con le migliori tre prestazioni dell'anno erano:
| Pos. | Atleta                           | Prestazione | Data                       |
| ---- | -------------------------------- | ----------- | -------------------------- |
| 1    | Abeba Aregawi Svezia             | 3'56"60     | 10 maggio 2013 Doha, Qatar |
| 2    | Faith Chepngetich Kipyegon Kenya | 3'56"98     | 10 maggio 2013 Doha, Qatar |
| 3    | Genzebe Dibaba Etiopia           | 3'57"54     | 10 maggio 2013 Doha, Qatar |

## Risultati
| LEGENDA: | NR | Record Nazionale | PB | Primato personale | SB | Primato stagionale |

### Batterie
Qualificazione: i primi sei di ogni serie (Q) e i sei tempi migliori tra gli esclusi (q) si qualificano alle semifinali.
| Pos. | Batteria | Nome                       | Nazionalità         | Tempo   | Note |
| ---- | -------- | -------------------------- | ------------------- | ------- | ---- |
| 1    | 3        | Genzebe Dibaba             | Etiopia             | 4:06.78 | Q    |
| 2    | 3        | Hellen Onsando Obiri       | Kenya               | 4:06.98 | Q    |
| 3    | 2        | Zoe Buckman                | Australia           | 4:06.99 | Q    |
| 4    | 2        | Jennifer Simpson           | Stati Uniti         | 4:07.16 | Q    |
| 5    | 1        | Abeba Aregawi              | Svezia              | 4:07.66 | Q    |
| 6    | 1        | Siham Hilali               | Marocco             | 4:07.82 | Q    |
| 7    | 2        | Rababe Arafi               | Marocco             | 4:07.84 | Q    |
| 8    | 1        | Svetlana Podosenova        | Russia              | 4:07.87 | Q    |
| 9    | 1        | Nancy Langat               | Kenya               | 4:07.98 | Q    |
| 10   | 3        | Hannah England             | Regno Unito         | 4:08.05 | Q    |
| 11   | 1        | Renata Pliś                | Polonia             | 4:08.20 | Q    |
| 12   | 1        | Mary Cain                  | Stati Uniti         | 4:08.21 | Q    |
| 13   | 3        | Yelena Korobkina           | Russia              | 4:08.33 | Q    |
| 14   | 3        | Natalia Rodríguez          | Spagna              | 4:08.44 | Q    |
| 15   | 3        | Nicole Edwards Sifuentes   | Canada              | 4:08.54 | Q    |
| 16   | 3        | Sonja Roman                | Slovenia            | 4:08.58 | q    |
| 17   | 1        | Kate van Buskirk           | Canada              | 4:08.65 | q    |
| 18   | 2        | Faith Chepngetich Kipyegon | Kenya               | 4:08.66 | Q    |
| 19   | 1        | Luiza Gega                 | Albania             | 4:08.76 | q    |
| 20   | 1        | Maureen Koster             | Paesi Bassi         | 4:08.99 | q    |
| 21   | 3        | Sarah Brown                | Stati Uniti         | 4:09.00 | q    |
| 22   | 3        | Btissam Lakhouad           | Marocco             | 4:09.15 | q    |
| 23   | 2        | Mimi Belete                | Bahrein             | 4:09.27 | Q    |
| 24   | 3        | Diana Sujew                | Germania            | 4:09.40 |      |
| 25   | 3        | Ioana Doagă                | Romania             | 4:09.78 |      |
| 26   | 2        | Sheila Reid                | Canada              | 4:10.90 |      |
| 27   | 2        | Margherita Magnani         | Italia              | 4:11.15 |      |
| 28   | 1        | Gelete Burka               | Etiopia             | 4:11.26 |      |
| 29   | 2        | Senbere Teferi             | Etiopia             | 4:11.41 |      |
| 30   | 2        | Cory McGee                 | Stati Uniti         | 4:12.33 |      |
| 31   | 2        | Betlhem Desalegn           | Emirati Arabi Uniti | 4:12.97 |      |
| 32   | 1        | Laura Weightman            | Regno Unito         | 4:14.38 |      |
| 33   | 1        | Rosibel García             | Colombia            | 4:15.38 | NR   |
| 34   | 3        | Tuğba Koyuncu              | Turchia             | 4:15.56 |      |
| 35   | 2        | Eliane Saholinirina        | Madagascar          | 4:18.04 | SB   |
| 36   | 1        | Amela Terzić               | Serbia              | 4:27.89 |      |
| -    | 2        | Yekaterina Sharmina        | Russia              | 4:07.17 | Q dq |

### Semifinale
Qualificazione: i primi cinque di ogni serie (Q) e i due tempi migliori tra gli esclusi (q) si qualificano alla finale.
| Pos. | Batteria | Nome                       | Nazionalità | Tempo   | Note  |
| ---- | -------- | -------------------------- | ----------- | ------- | ----- |
| 1    | 1        | Zoe Buckman                | Australia   | 4:04.82 | Q, PB |
| 2    | 1        | Faith Chepngetich Kipyegon | Kenya       | 4:04.83 | Q     |
| 3    | 1        | Yelena Korobkina           | Russia      | 4:05.18 | Q, PB |
| 4    | 1        | Mary Cain                  | Stati Uniti | 4:05.21 | Q     |
| 5    | 1        | Genzebe Dibaba             | Etiopia     | 4:05.23 | Q     |
| 6    | 1        | Nancy Langat               | Kenya       | 4:05.30 | q     |
| 7    | 1        | Siham Hilali               | Marocco     | 4:05.32 | q     |
| 8    | 1        | Svetlana Podosenova        | Russia      | 4:05.36 |       |
| 9    | 2        | Abeba Aregawi              | Svezia      | 4:05.66 | Q     |
| 10   | 2        | Hellen Onsando Obiri       | Kenya       | 4:05.76 | Q     |
| 11   | 2        | Jennifer Simpson           | Stati Uniti | 4:05.79 | Q     |
| 12   | 1        | Nicole Edwards Sifuentes   | Canada      | 4:06.30 |       |
| 13   | 2        | Hannah England             | Regno Unito | 4:06.80 | Q     |
| 14   | 2        | Kate van Buskirk           | Canada      | 4:07.36 | PB    |
| 15   | 2        | Renata Pliś                | Polonia     | 4:08.02 |       |
| 16   | 1        | Maureen Koster             | Paesi Bassi | 4:08.15 |       |
| 17   | 1        | Sonja Roman                | Slovenia    | 4:08.63 |       |
| 18   | 1        | Luiza Gega                 | Albania     | 4:08.79 |       |
| 19   | 2        | Natalia Rodríguez          | Spagna      | 4:09.18 |       |
| 20   | 2        | Rababe Arafi               | Marocco     | 4:09.86 |       |
| 21   | 2        | Sarah Brown                | Stati Uniti | 4:12.16 |       |
| 22   | 2        | Mimi Belete                | Bahrein     | 4:14.22 |       |
|      | 2        | Btissam Lakhouad           | Marocco     | DNF     |       |
|      | 2        | Yekaterina Sharmina        | Russia      | 4:06.49 | Q dq  |

### Finale
| Pos. | Nome                       | Nazionalità | Tempo   | Note |
| ---- | -------------------------- | ----------- | ------- | ---- |
|      | Abeba Aregawi              | Svezia      | 4:02.67 |      |
|      | Jennifer Simpson           | Stati Uniti | 4:02.99 |      |
|      | Hellen Onsando Obiri       | Kenya       | 4:03.86 |      |
| 4    | Hannah England             | Regno Unito | 4:04.98 |      |
| 5    | Faith Chepngetich Kipyegon | Kenya       | 4:05.08 |      |
| 6    | Zoe Buckman                | Australia   | 4:05.77 |      |
| 7    | Genzebe Dibaba             | Etiopia     | 4:05.99 |      |
| 8    | Nancy Langat               | Kenya       | 4:06.01 |      |
| 9    | Mary Cain                  | Stati Uniti | 4:07.19 |      |
| 10   | Siham Hilali               | Marocco     | 4:09.16 |      |
| 11   | Yelena Korobkina           | Russia      | 4:10.18 |      |
| -    | Yekaterina Sharmina        | Russia      | 4:05.49 | dq   |